# Baia (Suceava)
Baia é uma comuna romena localizada no distrito de Suceava, na região de Moldávia. A comuna possui uma área de 39.77 km² e sua população era de 7129 habitantes segundo o censo de 2007.